# ロイヤル・フェスティバル・ホール
ロイヤル・フェスティバル・ホール（英: Royal Festival Hall）は、ロンドンのサウスバンク・センター内にある芸術催事用ホール。ハンガーフォード・ブリッジからさほど遠くない、テムズ川沿いのサウス・バンクに位置する。サウスバンク・センター・リミテッドが所有し、管理・運営を行う。

## 概要
3つの建築物から構成されるサウスバンク・センターの中では、最大のホールである。1988年4月に、第二次世界大戦後としては初めてとなる第一級指定建築物に指定された。ロンドン・フィルハーモニー管弦楽団とフィルハーモニア管弦楽団のロンドン公演の大半は、ここで催される。座席数は2,900席。
もともと当地には醸造所があったが、これが芸術施設へと改築された後、1951年5月3日にこけら落とされた。

## ギャラリー

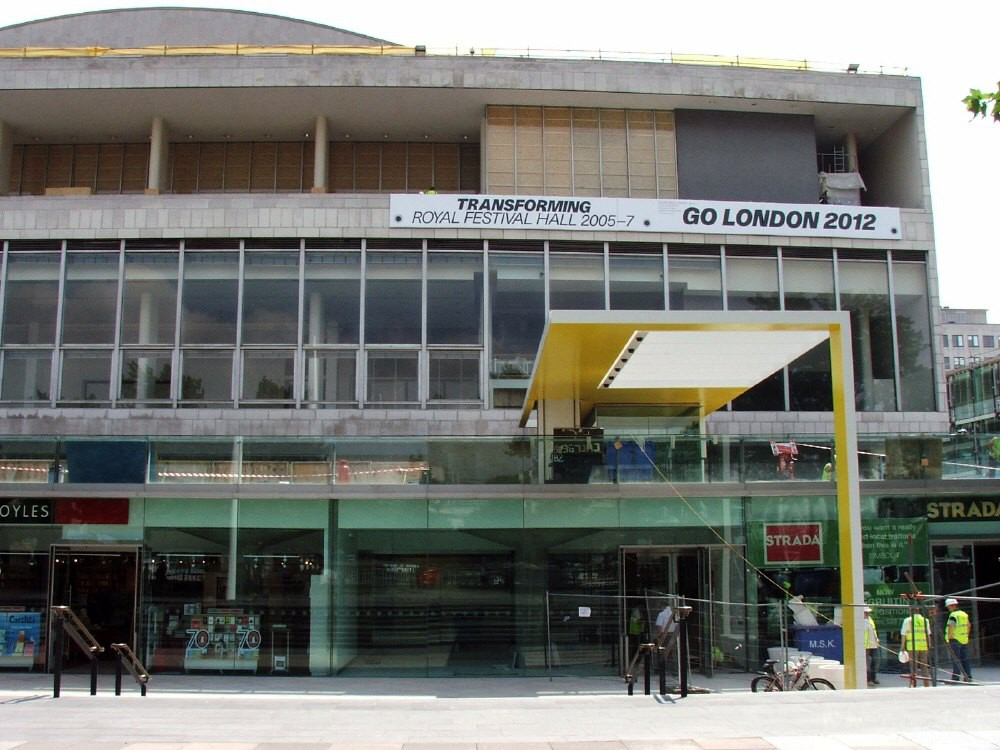
改修作業中のロイヤル・フェスティバル・ホール (2005年7月)
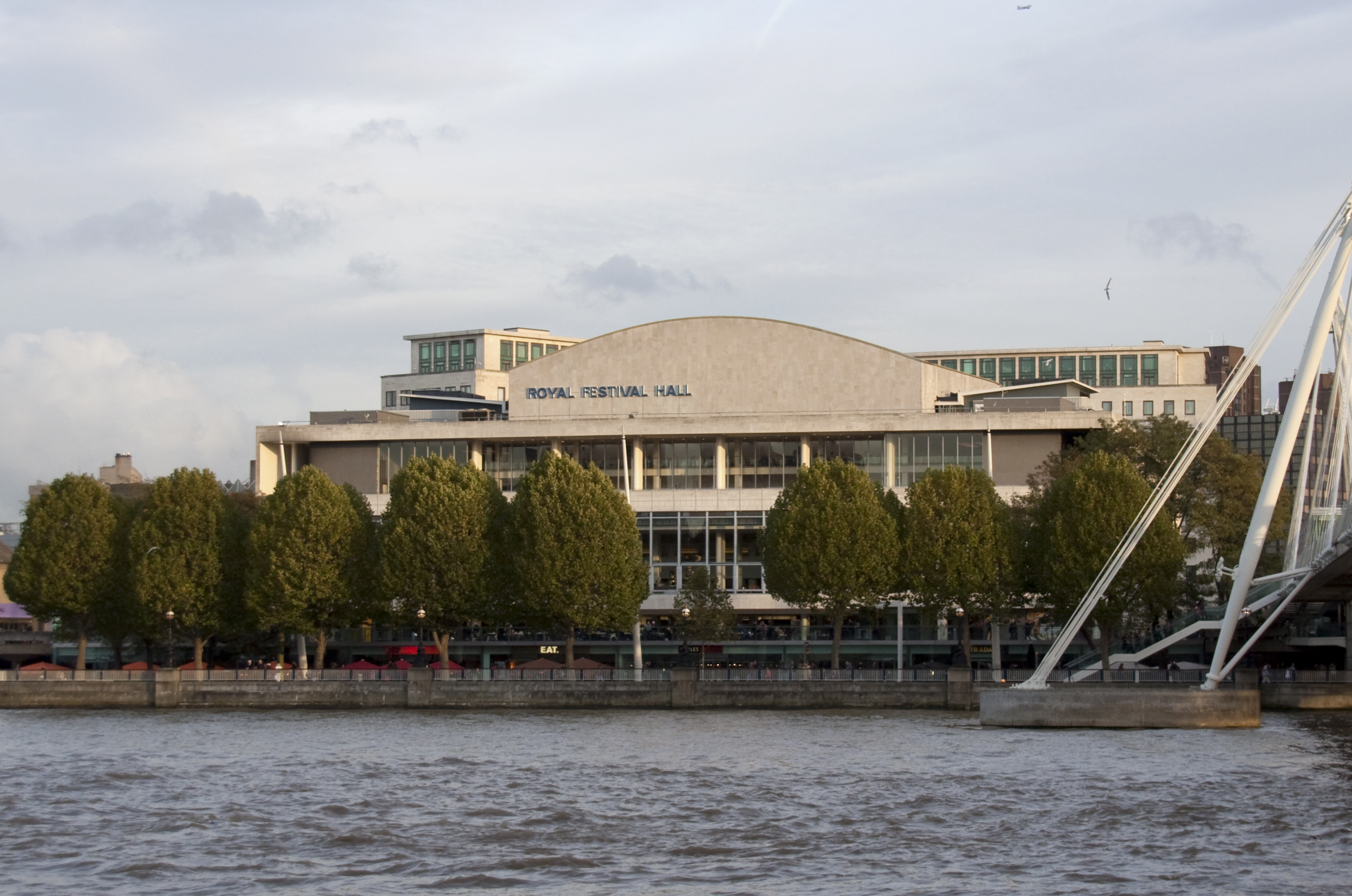
テムズ川側からの眺望 (2010年10月)
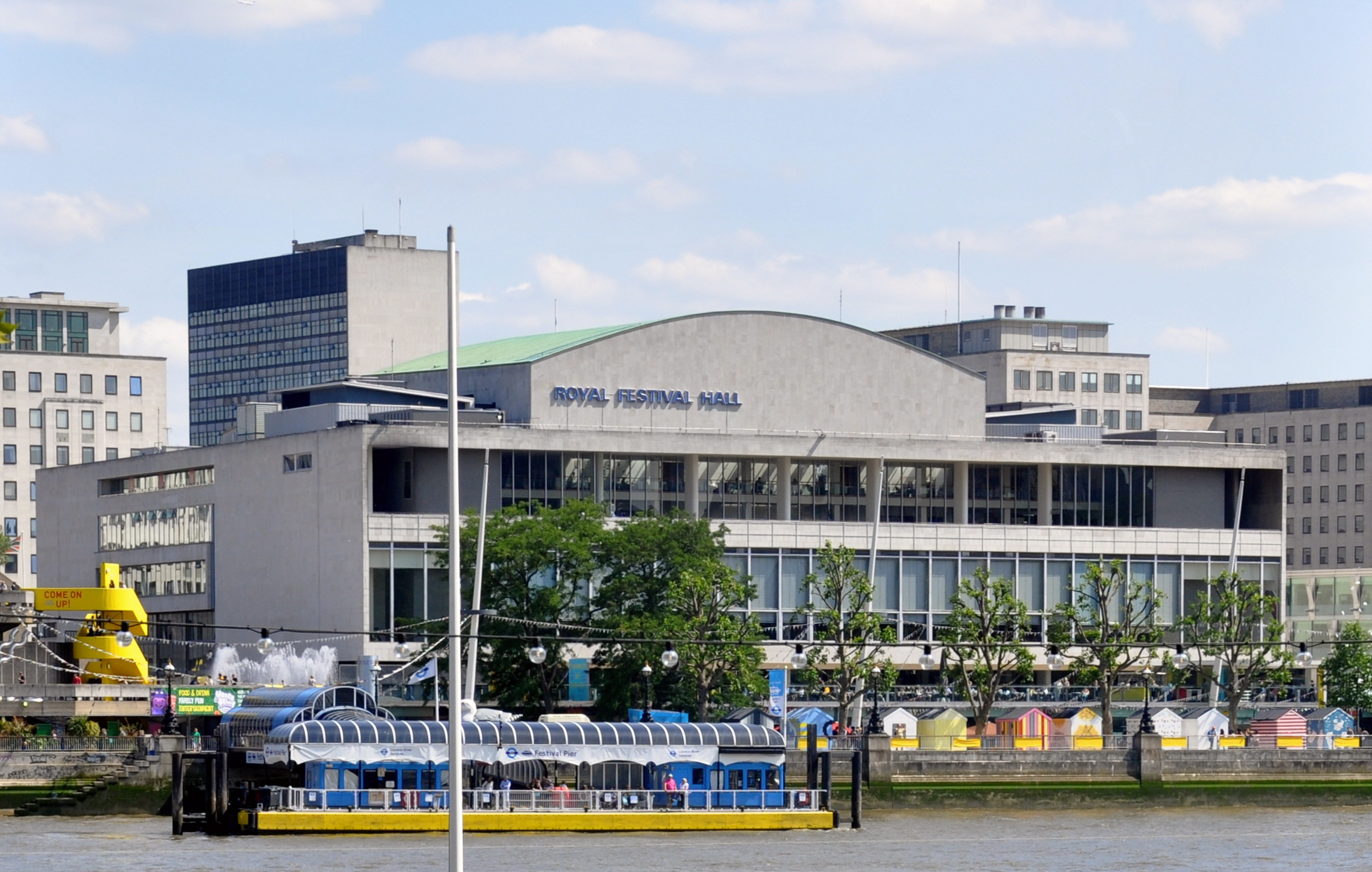
ヴィクトリア・エンバンクメント（英語版）からの眺望 (2011年6月)
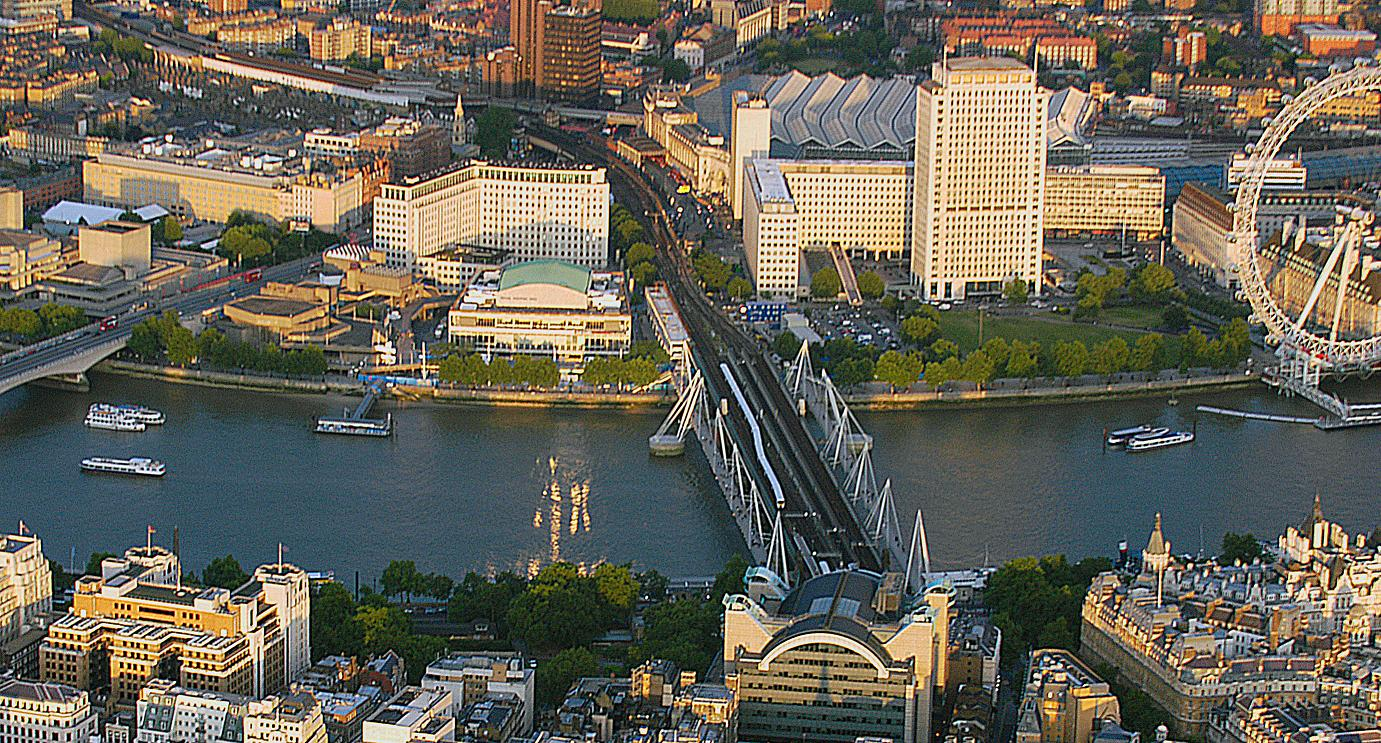
上空から見たサウスバンク・センター (中央に見える建物がロイヤル・フェスティバル・ホール) (2007年7月)
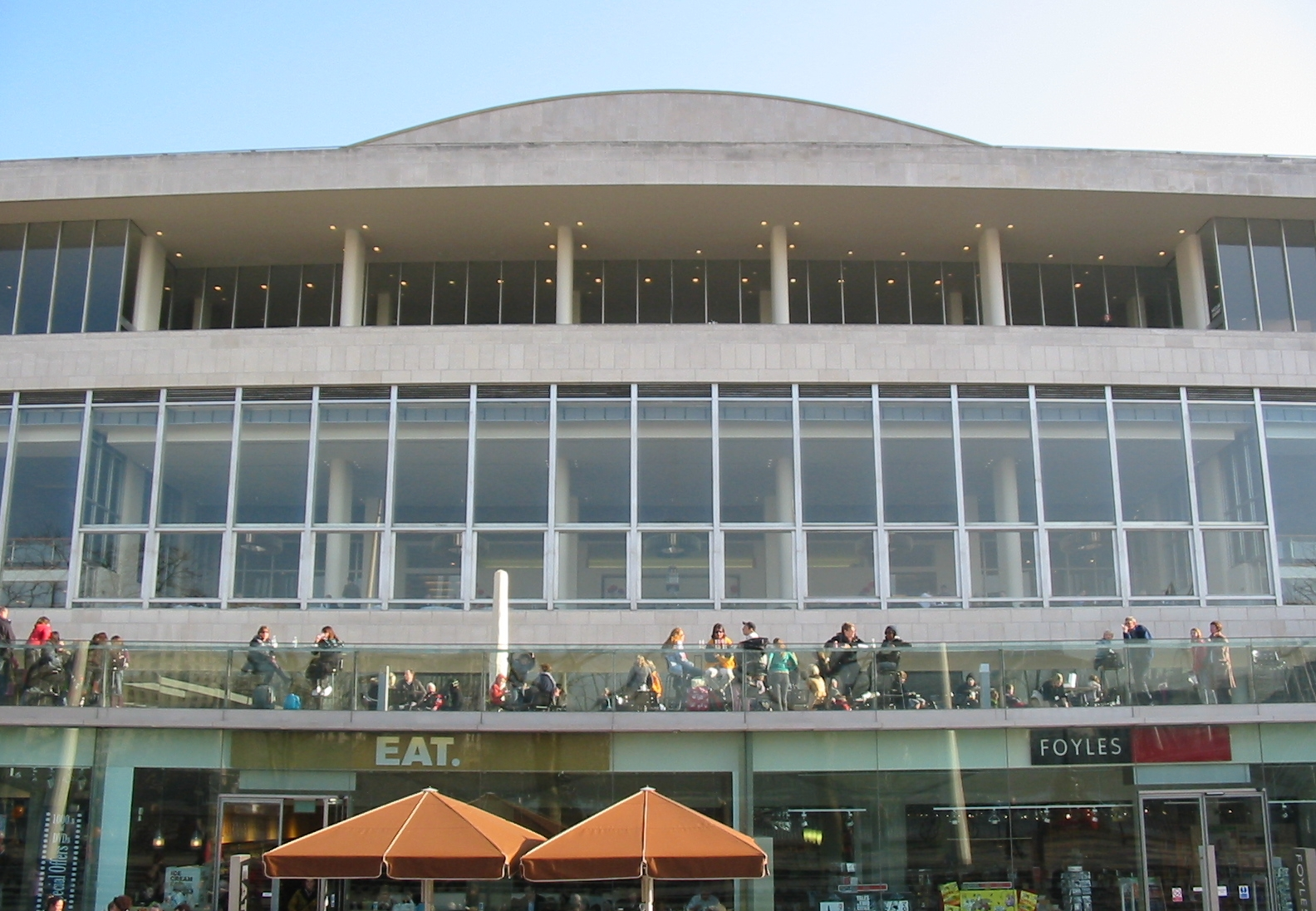
ロイヤル・フェスティバル・ホールのテラス (2008年2月)
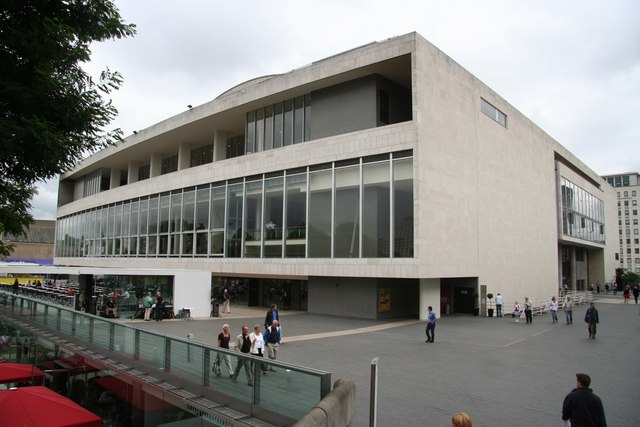
河畔側ファサードの西側の角 (2008年8月)
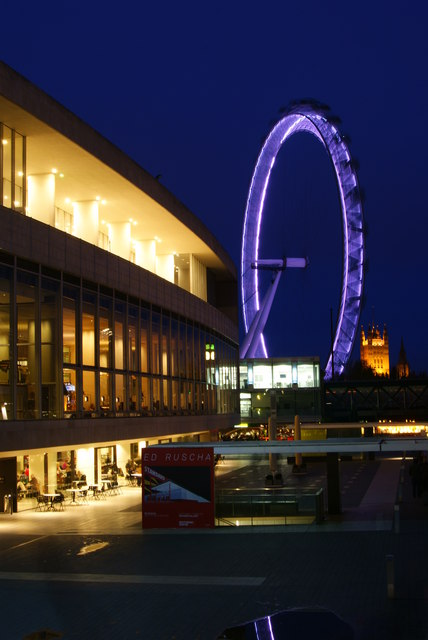
夜間の北西側ファサード。上流方向にはロンドン・アイとウェストミンスター宮殿が見える。(2009年11月)
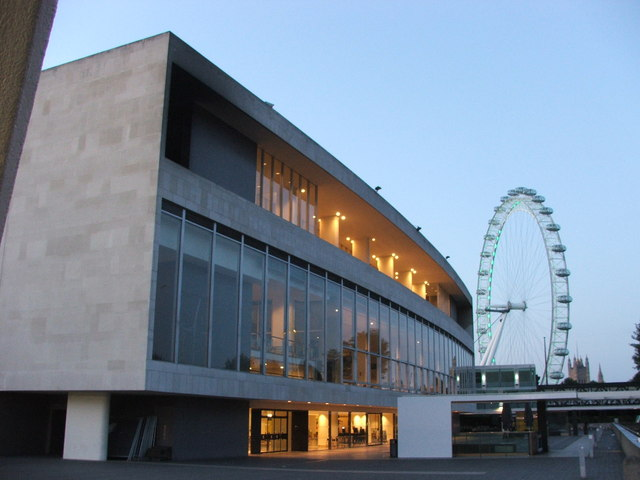
夕暮れ時の北西側ファサード。奥に見えるのは、ロンドン・アイとウェストミンスター宮殿。(2008年10月)
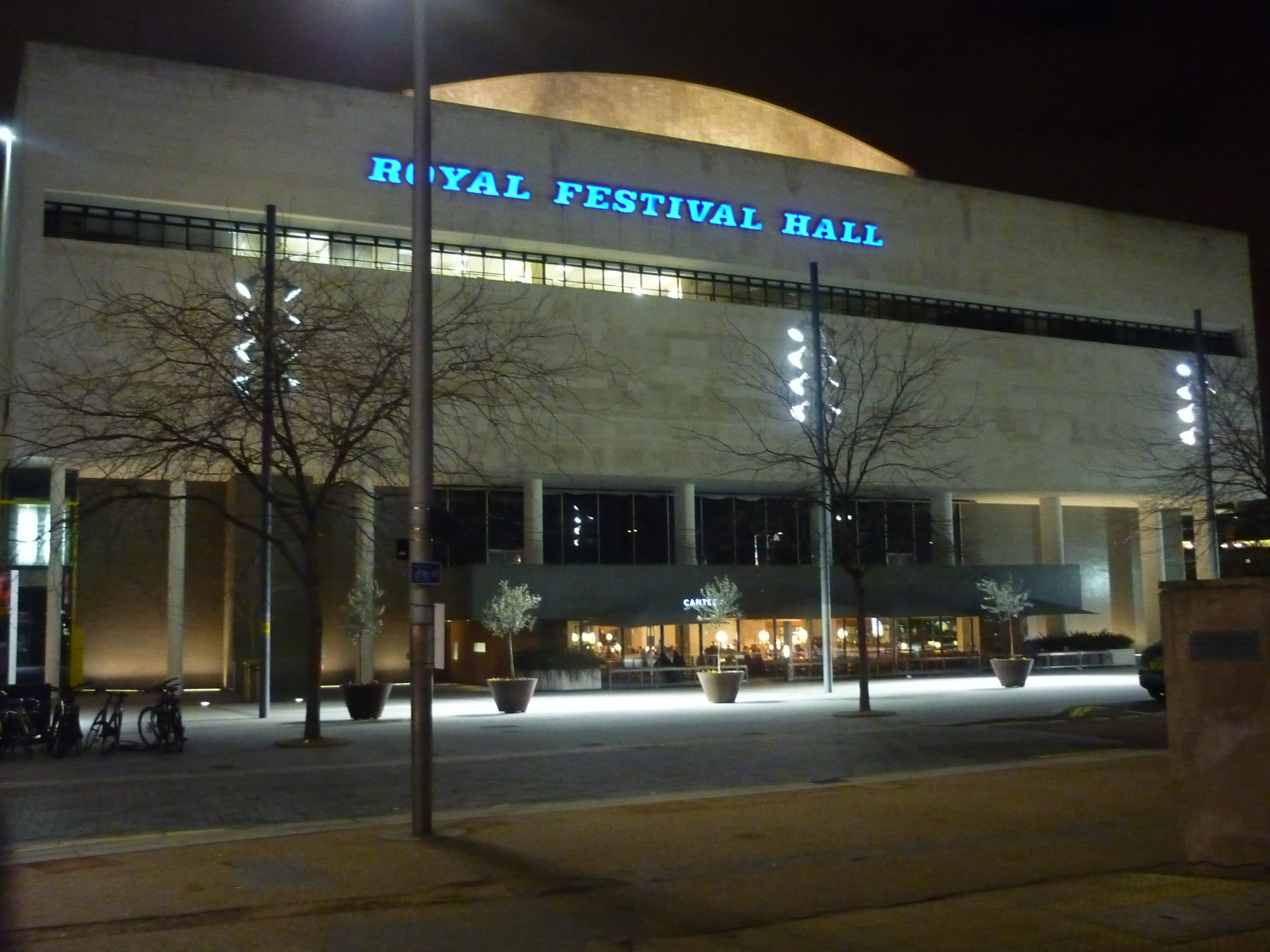
コンサートホール前の道路から見た、夜間の背面ファサード (2010年3月)
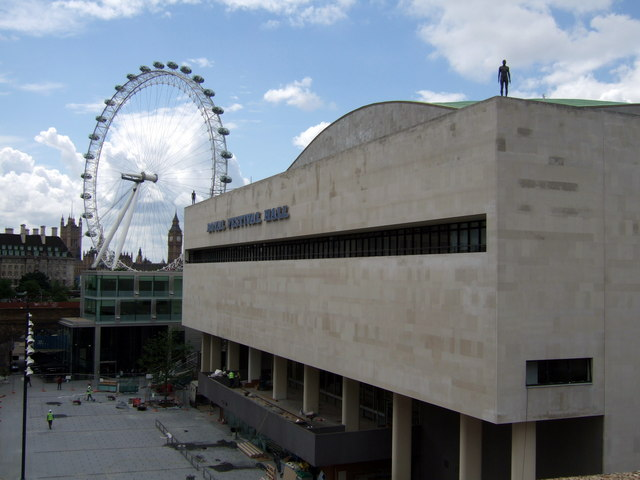
ヘイワード・ギャラリー側から見た、改修中の背面ファサード (2007年5月)
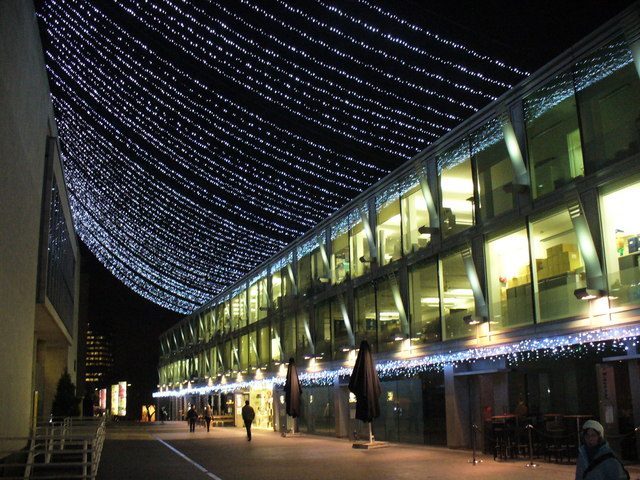
フェスティバル・テラス一帯のイルミネーション (2010年1月)
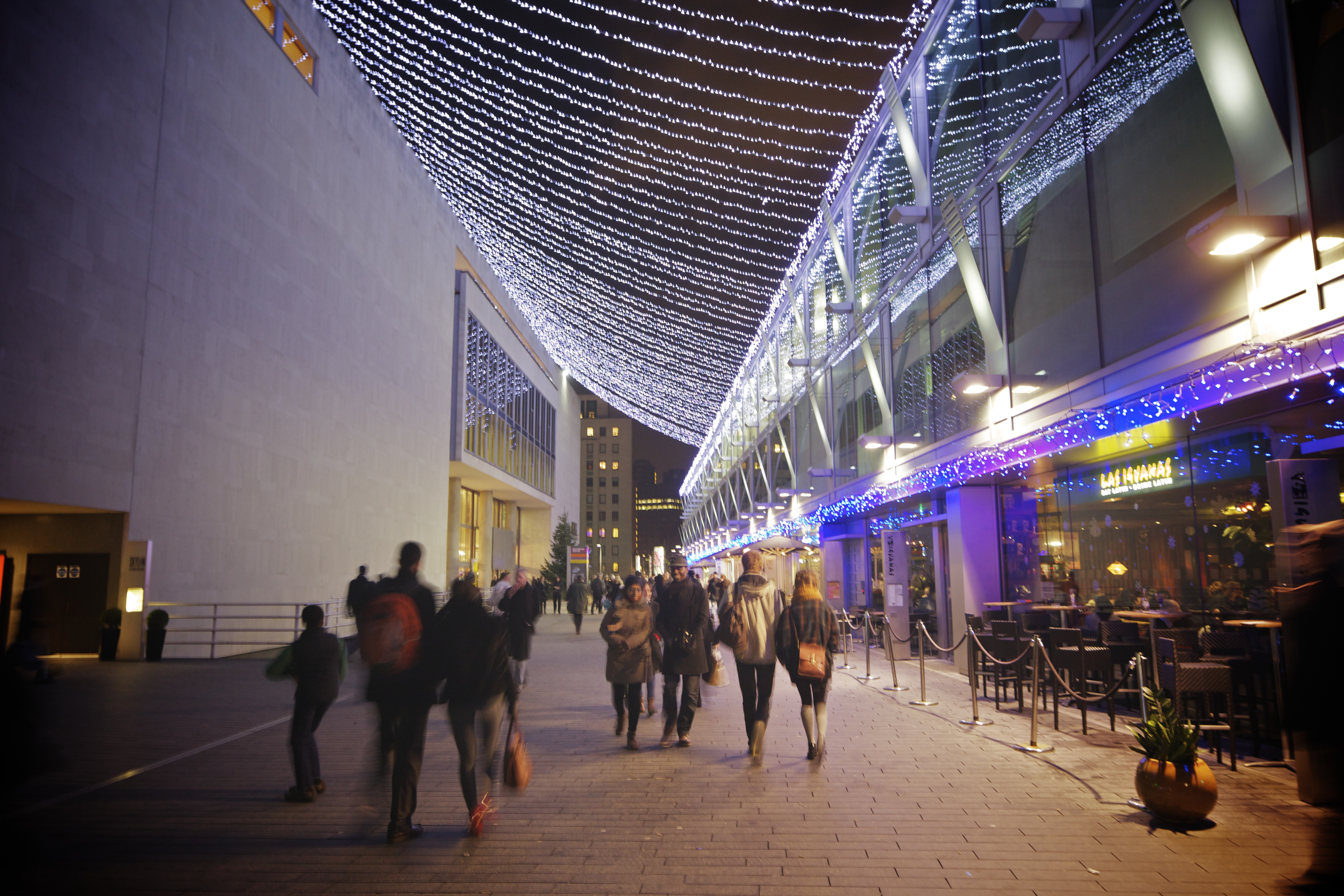
フェスティバル・テラス一帯のイルミネーション (2010年12月)
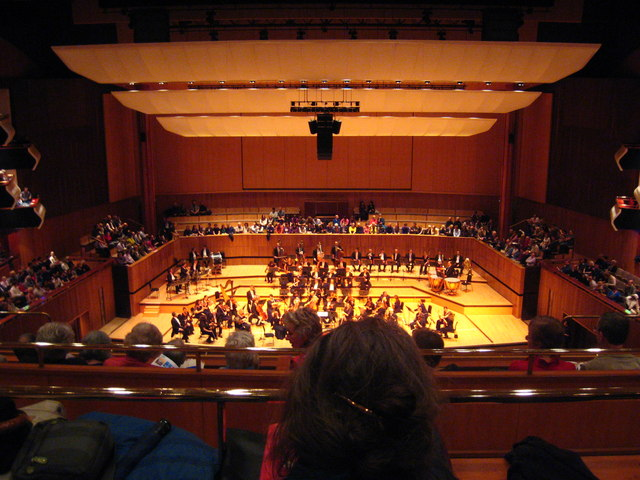
コンサートホール内の様子 (2009年11月)
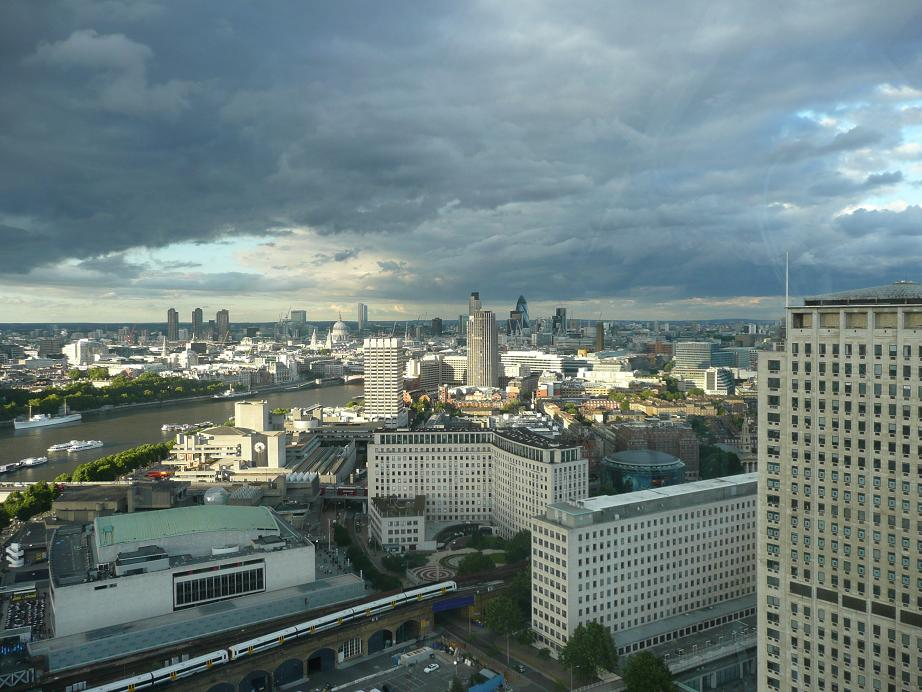
ロンドン・アイから見たロイヤル・フェスティバル・ホール (左下) (2008年7月)